# Кеноткель
Кенотке́ль (каз. Кеңөткел) — село у складі Зерендинського району Акмолинської області Казахстану. Входить до складу Троїцького сільського округу.
Населення — 217 осіб (2021; 306 у 2009, 364 у 1999, 321 у 1989).
Національний склад станом на 1989 рік:
- казахи — 100 %.